# Ferrari Enzo
De Enzo Ferrari (ook onofficieel Ferrari Enzo genoemd) is een exclusieve twaalfcilinder-middenmotorsportwagen van Ferrari uit 2002, vernoemd naar de oprichter van dit Italiaanse automerk, Enzo Ferrari. De auto werd gebouwd in 2002 met behulp van Formule 1-technologieën. Opmerkelijk was dat men niet zelf kon kiezen of men deze wagen kocht, maar dat Ferrari de mensen koos die er één mochten kopen. Vaak hebben de geselecteerde eigenaren al een F40 en F50 in bezit. De Enzo Ferrari volgde de F50 op en werd als basis gebruikt voor de volgende modellen zoals de F430 en de FXX. Ook de MC12 GT-racewagen van het zusterbedrijf Maserati en de Ferrari P4/5 by Pininfarina werden gebaseerd op de Enzo Ferrari.

## Productie
De Enzo werd ontworpen door de Japanner Ken Okuyama. Het idee achter de Enzo Ferrari was hetzelfde als dat achter de F50: het bouwen van een Formule 1-wagen voor de weg. Het belangrijkste doel was om de schakeltijd tot 150 milliseconden terug te brengen.
Oorspronkelijk werden er 349 exemplaren geproduceerd. Later besloot Ferrari om er nog eens vijftig te produceren. In 2005 werd speciaal voor Paus Johannes Paulus II een laatste Enzo Ferrari gemaakt, wat het totaal op 400 bracht. Deze werd uiteindelijk geveild voor ruim € 1 miljoen ten voordele van de slachtoffers van de tsunamiramp in 2004. Dezelfde auto bracht tijdens een veiling van RM Sotheby’s in Monterey in 2015 bijna € 5,5 miljoen op.

## Fotogalerij

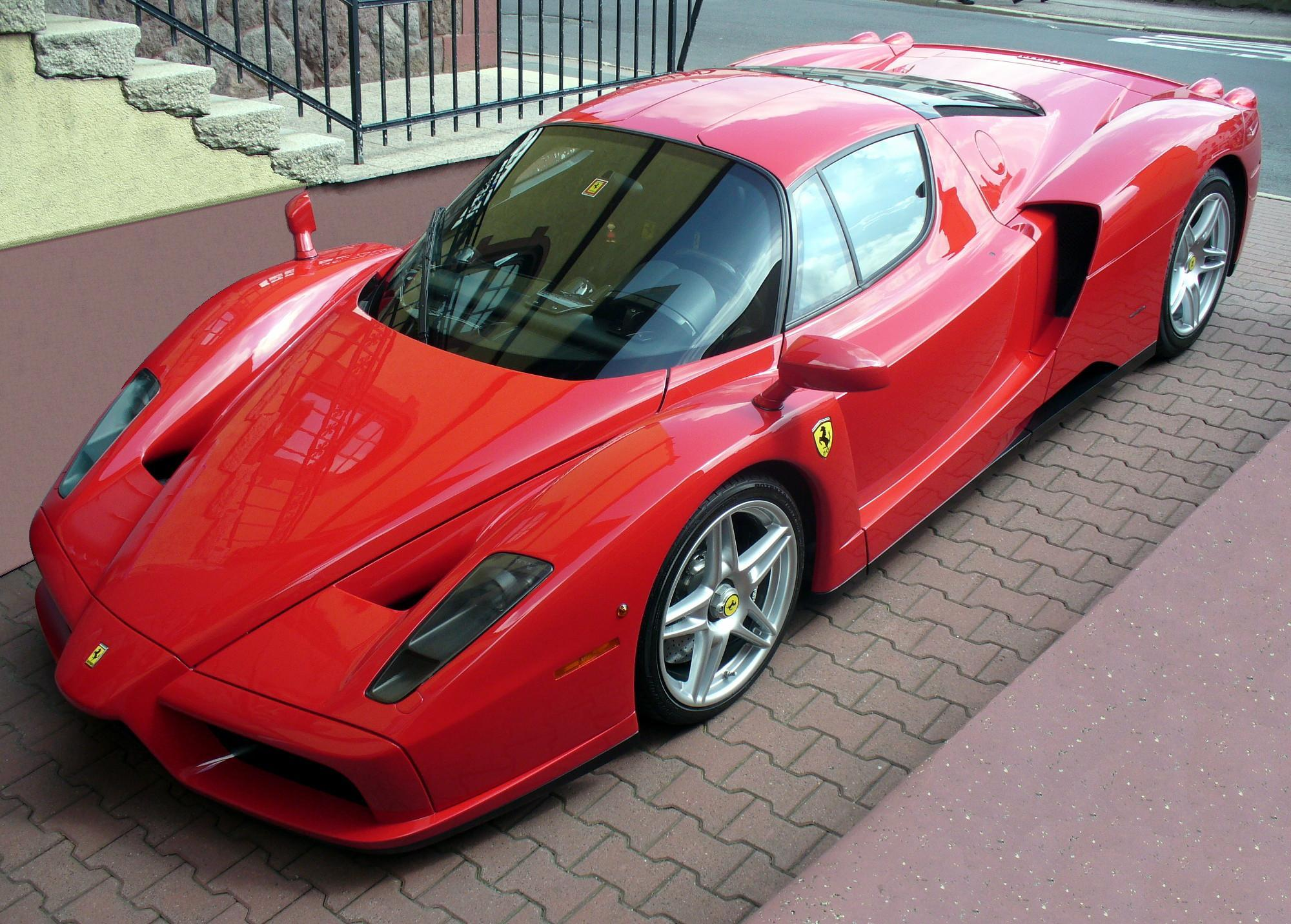
Ferrari Enzo
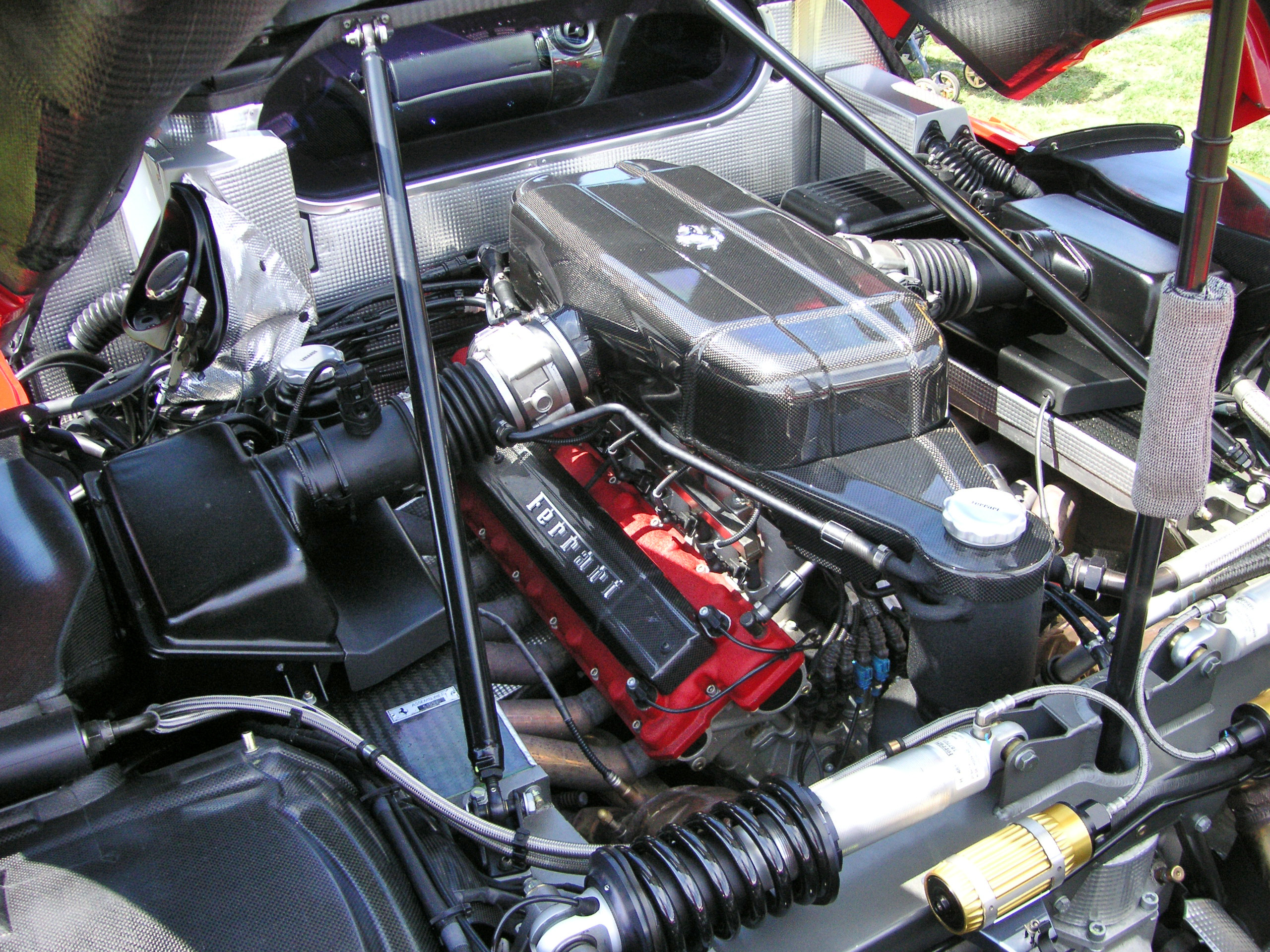
Ferrari Enzo motorcompartiment
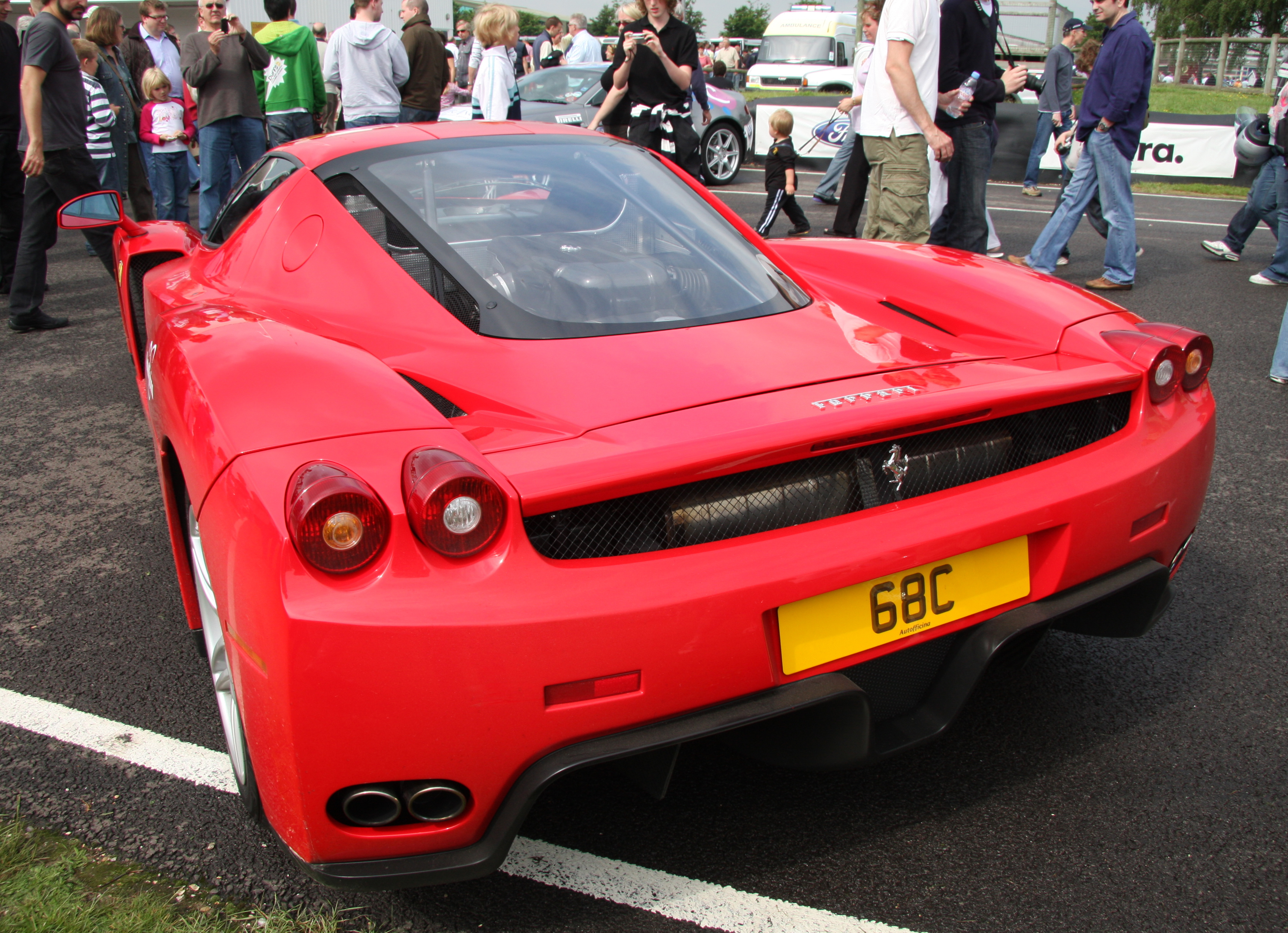
Ferrari Enzo
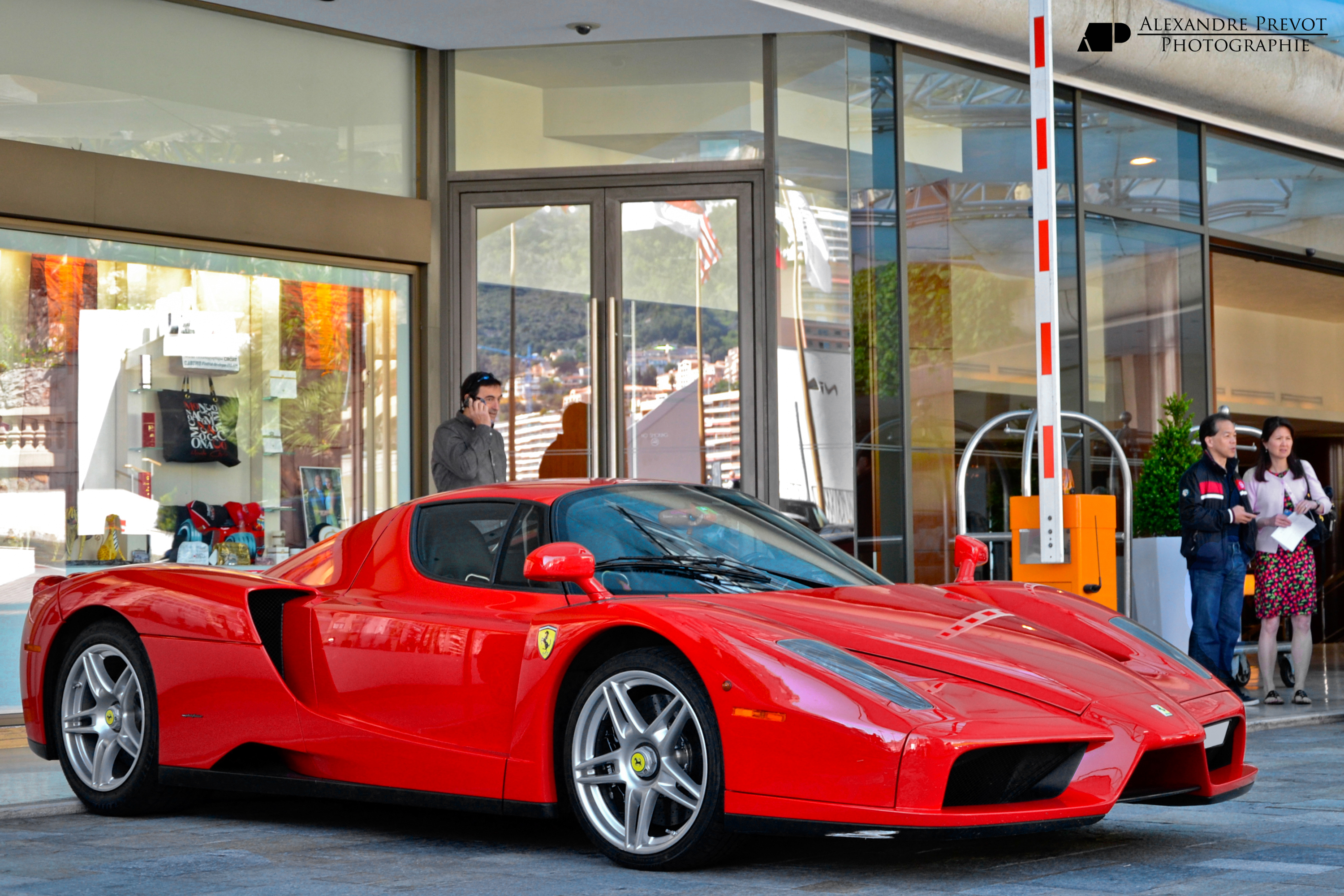
Ferrari Enzo
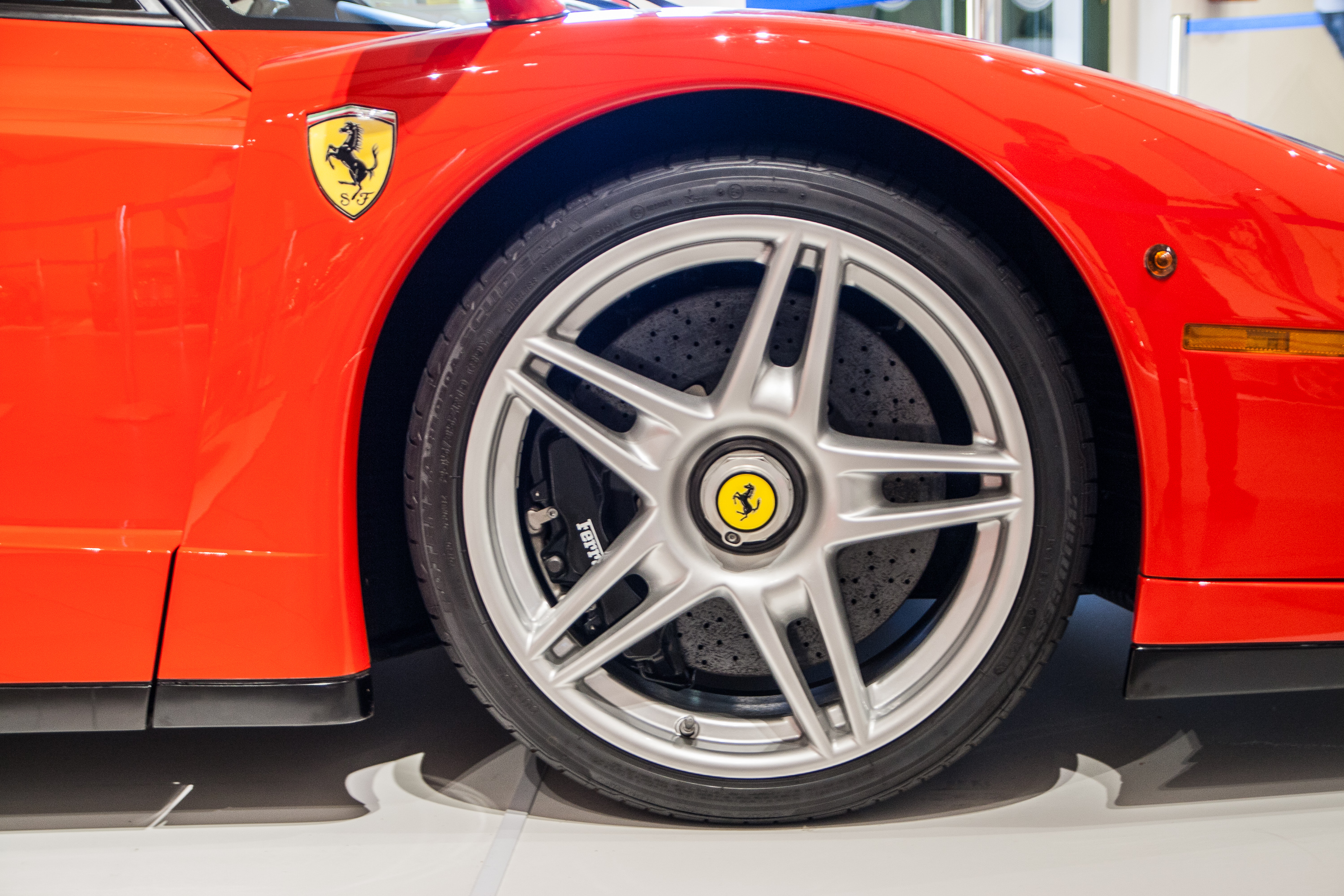
Ferrari Enzo
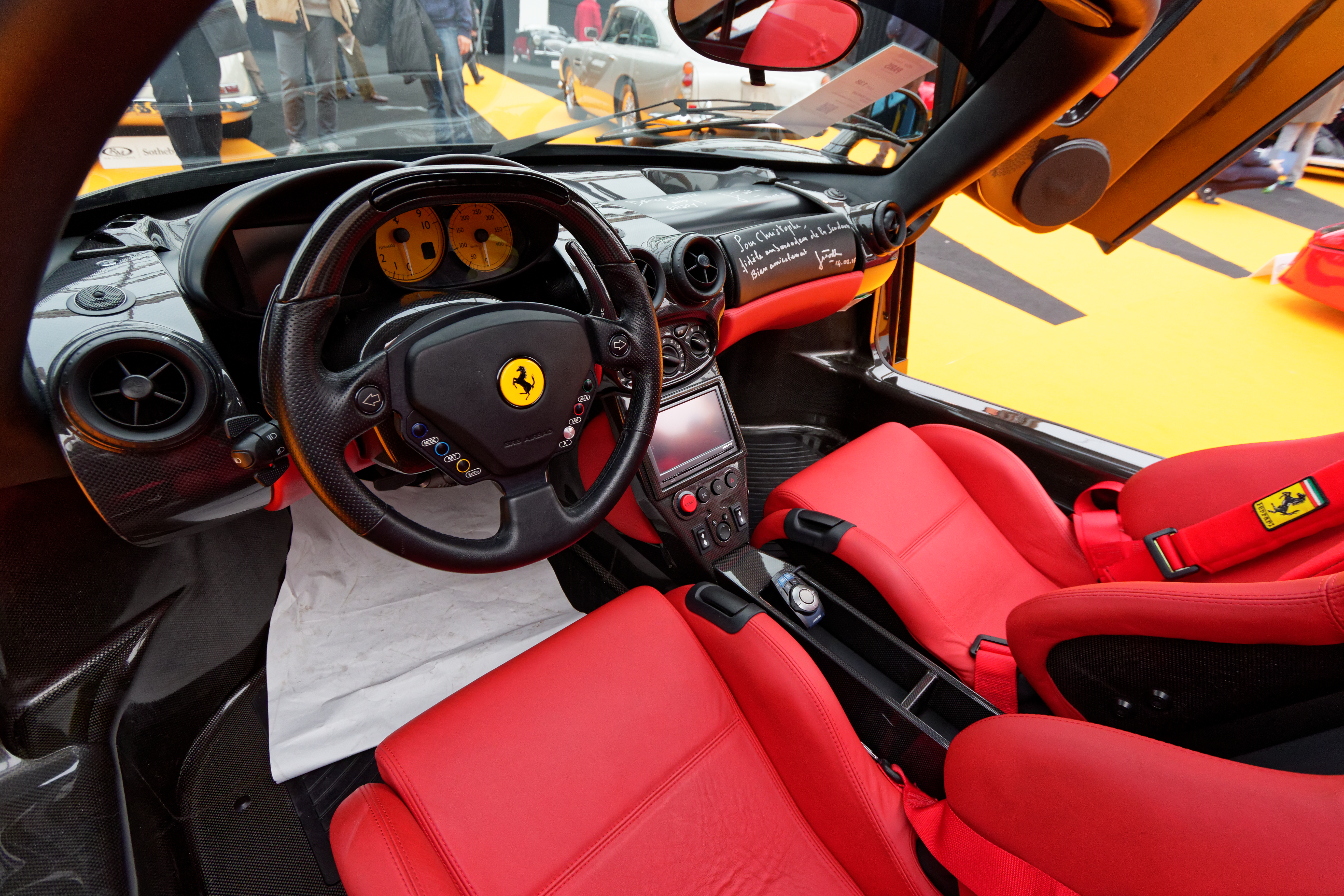
Ferrari Enzo interieur